# Ladutjärnen (Skellefteå socken, Västerbotten)
Ladutjärnen är en sjö i Skellefteå kommun i Västerbotten och ingår i Kågeälvens huvudavrinningsområde. Sjön har en area på 0,0477 kvadratkilometer och ligger 160 meter över havet.

## Delavrinningsområde
Ladutjärnen ingår i det delavrinningsområde (720667-173331) som SMHI kallar för Ovan 720615-173675. Medelhöjden är 110 meter över havet och ytan är 19,5 kvadratkilometer. Räknas de 67 avrinningsområdena uppströms in blir den ackumulerade arean 842,9 kvadratkilometer. Avrinningsområdets utflöde Kågeälven mynnar i havet. Avrinningsområdet består mestadels av skog (74 procent). Avrinningsområdet har 0,05 kvadratkilometer vattenytor vilket ger det en sjöprocent på 0,2 procent. Bebyggelsen i området täcker en yta av 0,34 kvadratkilometer eller 2 procent av avrinningsområdet.